# Pornchild
Pornchild war eine schweizerische Metalcore-Band aus Basel. Die Band lässt sich aufgrund ihres Musikstils auch dem Nu Metal bzw. Alternative Metal zuordnen. Bekannt wurden sie durch den Gewinn des Förderpreises „Basler Band goes CH“.

## Geschichte
1998 wurde die Band von Philippe von Arx, Julien Duseyau, Daniel Ogriseg und Christian Dill gegründet. Kurz darauf begannen sie ihre ersten Songtexte zu schreiben und erstellten ihr erstes Demo. Anschließend spielten sie ihre ersten Konzerte zusammen mit Bands wie Gurd. Noch im Sommer 1999 erschien ihr zweites Demo, mit dem sie beim Basler Jugendkultur-Festivalin der Kategorie „Best Place at Prime Time“ gewannen. Da das Geld der Band nicht für Studioaufnahmen für ein erstes Album reichte, entschied man sich, ein weiteres Demo aufzunehmen. Kurz darauf verließ Christian Dill die Band und wurde durch Christian Specker ersetzt. 2001 entdeckte die französische Förderorganisation Vivipare Pornchild für sich und schickte kurz darauf die Demos der Band zu diversen Metal-Magazinen, woraufhin die Band mit ihren Liedern bei den Lesern großen Erfolg erreichte.
Schließlich verließ Christian Specker die Band wieder, woraufhin Martin Huber seinen Platz am Schlagzeug einnahm. Kurz darauf gewann die Band den Basler Förderpreis „Basler Band goes CH“ und bekam einen Plattenvertrag bei N-Gage Productions. 2002 veröffentlichte sie ihr Debütalbum Have You Ever…?, welches von Frontmann von Gurd und Produzent V.O. Pulver produziert wurde. Im Jahre 2005 folgte dann das zweite Album Nichts ist für die Ewigkeit, wobei der Titel schon darauf hindeutete, dass sich die Band wahrscheinlich auflösen würde. Das Album wurde am 22. Januar 2005 im Sommercasino Basel getauft, wobei die Band am gleichen Abend Abschied von ihrem Publikum und ihren Fans nahm.

## Diskografie
Alben
- 2002: Have You Ever…?
- 2005: Nichts ist für die Ewigkeit